# Georginio Wijnaldum
Georginio Gregion Emile „Gini“ Wijnaldum (* 11. November 1990 in Rotterdam, Niederlande) ist ein niederländischer Fußballspieler. Der Mittelfeldspieler steht aktuell bei al-Ettifaq unter Vertrag und ist Nationalspieler der Niederlande.

## Vereinskarriere

### Feyenoord Rotterdam
Von 1997 bis 2004 hatte Wijnaldum in der Jugend von Sparta Rotterdam gespielt, ehe er sich dem Stadtrivalen Feyenoord anschloss. Zur Saison 2006/07 wurde er erstmals in den Kader der ersten Mannschaft berufen und absolvierte im Spiel gegen den FC Groningen noch als B-Jugendlicher seinen ersten Einsatz in der niederländischen Eredivisie. Zur Zeit seines Einsatzes war er 16 Jahre und 148 Tage alt und ist damit der bis dahin jüngste Erstliga-Debütant Feyenoords.
Bei Feyenoord stand er seit der Saison 2007/08 im Profikader und trug die Rückennummer 25. Seit seinem Debüt machte er für Feyenoord 110 Ligaspiele und erzielte dabei 22 Tore; in der Saison 2010/11 kam er in sämtlichen Saisonspielen zum Einsatz.

### PSV Eindhoven
Zur Saison 2011/12 wechselte Wijnaldum als 20-Jähriger zur PSV Eindhoven, bei der er einen Vierjahresvertrag unterzeichnete. Sein erstes Ligaspiel im Trikot der PSV machte er am 7. August 2011 (1. Spieltag) bei der 1:3-Auswärtsniederlage gegen den AZ Alkmaar. Das erste Tor erzielte er zwei Spieltage später am 21. August 2011 beim 3:0-Sieg gegen ADO Den Haag mit dem Treffer zur 2:0-Führung. Am Ende der Saison standen für ihn acht Tore in 32 Ligaspielen zu Buche.
Diese Zahlen steigerte er in der Spielzeit 2012/13, als er in 33 Spielen 14 Treffer markierte und er die Saison mit PSV auf dem zweiten Platz in der niederländischen Liga beendete.
In der Saison 2013/14 fiel Wijnaldum wegen Rückenproblemen von Oktober 2013 bis März 2014 verletzt aus und absolvierte deshalb nur elf Ligapartien, in denen er vier Tore schoss. PSV wurde nur Vierter.
In der Saison 2014/15 erzielte er in 33 Spielen 14 Tore und trug damit dazu bei, dass die PSV Eindhoven das erste Mal seit sieben Jahren wieder niederländischer Meister wurde. Sein Team hatte am Ende der Saison als Erstplatzierter 17 Punkte Vorsprung auf Ajax Amsterdam und qualifizierte sich für die Champions League.

### Newcastle United
Zur Saison 2015/16 wechselte Wijnaldum zum englischen Verein Newcastle United in die Premier League. Er unterschrieb einen bis zum Sommer 2020 gültigen Fünfjahresvertrag. Sein Ligadebüt für den neuen Verein gab er am 9. August 2015 (1. Spieltag) beim 2:2 gegen den FC Southampton, wobei er auch sein erstes Tor erzielte, als er kurz nach der Halbzeit zur 2:1-Führung für Newcastle traf. Am 18. Oktober 2015 (9. Spieltag) erzielte Wijnaldum erstmals in seiner Profikarriere vier Tore beim 6:2-Sieg gegen Norwich City.

### FC Liverpool
Nach dem Abstieg mit Newcastle United wechselte Wijnaldum zur Saison 2016/17 zum FC Liverpool. In seiner ersten Saison erreichte er mit dem Verein den vierten Platz. Über die Play-offs qualifizierte man sich mit zwei Siegen gegen die TSG 1899 Hoffenheim für die Champions League. Wijnaldum und Liverpool erreichten das Champions-League-Finale, in dem man Real Madrid mit 1:3 unterlag. Wijnaldum erzielte im Halbfinal-Rückspiel gegen AS Rom sein erstes Tor in der Champions League.
In der Folgesaison jedoch konnte man die Champions League gewinnen; Wijnaldum stand bis zur 62. Minute im Finale gegen Tottenham Hotspur auf dem Platz. Zuvor hatte er im Halbfinal-Rückspiel gegen den FC Barcelona zwei Tore zum 4:0-Sieg beigesteuert. Im Dezember 2019 konnte Wijnaldum mit Liverpool die FIFA-Klub-Weltmeisterschaft 2019 gegen Flamengo Rio de Janeiro mit 1:0 nach Verlängerung gewinnen. In der Saison 2019/20 wurde er mit dem FC Liverpool englischer Meister. Er selbst steuerte 4 Tore in 37 Spielen zum Titelgewinn bei. In der Saison 2020/21 – seiner letzten Saison in Liverpool – wurde er mit den Reds Dritter.

### Paris Saint-Germain
Nach seinem Vertragsende beim FC Liverpool wechselte Wijnaldum zur Saison 2021/22 in die französische Ligue 1 zu Paris Saint-Germain. Er unterschrieb einen Vertrag bis zum 30. Juni 2024.

## Nationalmannschaft
Am 2. September 2011 gab Wijnaldum sein Debüt in der niederländischen Nationalmannschaft. Er wurde gegen San Marino in der 86. Minute für seinen PSV-Mannschaftskameraden Kevin Strootman eingewechselt; drei Minuten später erzielte er den letzten Treffer zum 11:0 der Niederländer. Er stand im Aufgebot der Elftal bei der Fußball-Weltmeisterschaft 2014.

## Erfolge und Auszeichnungen
Internationale Erfolge
- Champions-League-Sieger: 2019
- UEFA-Super-Cup-Sieger: 2019
- Klub-Weltmeister: 2019

Nationale Erfolge
- Niederländischer Pokalsieger: 2008, 2012
- Niederländischer Meister: 2015
- Englischer Meister: 2020
- Französischer Meister: 2022

Auszeichnungen
- Niederländischer Fußballer des Jahres: 2015

## Privates
Wijnaldums Eltern haben beide surinamische Wurzeln. In seiner Jugend trug er den Namen Georginio Boateng, der von seinem ghanaischen Stiefvater stammte, nahm aber nach der Scheidung seiner Mutter und seines Stiefvaters den Namen seiner Mutter an. Sein jüngerer Bruder Giliano Wijnaldum ist ebenfalls Fußballprofi.